# Brousses-et-Villaret
Brousses-et-Villaret to miejscowość i gmina we Francji, w regionie Oksytania, w departamencie Aude.
Według danych na rok 1990 gminę zamieszkiwały 254 osoby, a gęstość zaludnienia wynosiła 23 osoby/km² (wśród 1545 gmin Langwedocji-Roussillon Brousses-et-Villaret plasuje się na 662. miejscu pod względem liczby ludności, natomiast pod względem powierzchni na miejscu 698.).